# Wolfgang Abendroth (Kirchenmusiker)
Wolfgang Abendroth (* 1978 in Osnabrück) ist ein deutscher Kirchenmusiker.

## Leben
Abendroth studierte Kirchenmusik (A-Examen) an der Hochschule für Musik und Tanz Köln. Seine Lehrer waren u. a. Johannes Geffert, Gerhard Luchterhandt und Reiner Schuhenn. Er ist Kantor an der Johanneskirche in Düsseldorf, wo er die Johanneskantorei sowie den Düsseldorfer Kammerchor leitet. 2005 bis 2015 unterrichtete er Orgel an der Hochschule für Kirchenmusik in Herford. Seit 2013 hat er einen Lehrauftrag für Orgelimprovisation an der Musikhochschule in Köln.  2022 wurde er mit dem Ehrentitel Kirchenmusikdirektor der Evangelischen Kirche im Rheinland ausgezeichnet. Abendroth konzertierte u. a. bei der Internationalen Orgelwoche in Nürnberg, beim Schleswig-Holstein Musik Festival, bei den Moselfestwochen und beim altstadtherbst kulturfestival düsseldorf.

## Wettbewerbe und Auszeichnungen
- 1997: 1. Bundespreis für Orgel sowie weitere Preise für Kammermusik und Oboe beim Wettbewerb Jugend musiziert[4]
- 1999: 2. Preis beim Hermann-Schröder-Preis
- 2010: Förderpreis für Musik der Landeshauptstadt Düsseldorf

## Tondokumente
- Blarr. Orgelwerke. Ars Musici, 2004.[5]